# Белфонтен (Вогези)
Белфонтен (фр. Bellefontaine) насеље је и општина у североисточној Француској у региону Лорена, у департману Вогези која припада префектури Епинал.
По подацима из 2011. године у општини је живело 1022 становника, а густина насељености је износила 26,13 становника/km². Општина се простире на површини од 39,11 km². Налази се на средњој надморској висини од 550 метара (максималној 614 m, а минималној 440 m).

## Демографија
| 1962. | 1968. | 1975. | 1982. | 1990. | 1999. | 2011. |
| ----- | ----- | ----- | ----- | ----- | ----- | ----- |
| 833   | 927   | 888   | 875   | 917   | 856   | 1.022 |

График промене броја становника у току последњих година